# Raimond de Termes
Raimond III. z Termes (* kolem 1170; † kolem 1210 v Carcassonne) byl v době albigenského hnutí na jihu Francie pánem hradu Termes a dalších rozsáhlých majetků v okolí.

## Životopis
O jeho životě není mnoho známo – byl synem Viléma III. a jeho manželky Adalmurs (de Fénouillet); Benoît de Termes, pozdější albigenský biskup hrabství Razès, byl pravděpodobně jeho bratr. Formálně byl vazalem vikomtů z Carcassonne, ale ve skutečnosti vykonával panství nad svými majetky převážně samostatně. Byl obviněn z podpory kacířství a zakazování čtení mše na hradě; v ochranném stínu hradu Termes se nacházela terasovitá osada obehnaná hradbami (castrum), ve které hledalo útočiště mnoho albigenských křesťanů se svými rodinami. 
Hned na začátku albigenského tažení (1209–1229) byl hrad Termes jako jeden z prvních obléhán rytíři pocházejícími převážně ze severní Francie pod vedením Simona z Montfortu. Po čtyřech měsících, v prosinci 1210, se hrad vzdal kvůli nedostatku vody a potravin. Raimund byl zajat a uvězněn v Carcassonne, kde krátce nato zemřel.
Raimund III. měl dva syny a dvě dcery: Olivier de Termes (kolem 1200–1274) se stal jedním z nejslavnějších rytířů vrcholného středověku; druhý nejstarší syn Bernard zahynul během bojů o znovudobytí ostrova Mallorca (1228/29). Obě dcery Blanche a Raimonde se provdaly za potomky významných rodin z Languedocu.